# Кусаинов, Амирлан Айдарбекович
Амирла́н Айдарбе́кович Кусаи́нов (каз. Әмірлан Айдарбекұлы Құсайынов; 25 сентября 1957 — 27 октября 2021) — казахстанский учёный, доктор технических наук (1994), профессор, академик Международной и Национальной инженерных академий (2002). почётный член Национальной Академии наук РК (1998).
Президент, ректор Казахской головной архитектурно-строительной академии (с 2000—2020 годы). Ректор Казахско-Американского университета (1997—2000, 2006—2020). Оба ВУЗа были объединены в Международную образовательную корпорацию (МОК), президентом которой был Амирлан Кусаинов.

## Биография
Родился 25 сентября 1957 года в Алма-Ате.
В 1979 году окончил факультет ПГС МИСИ (Москва).
Трудовую деятельность начал в 1983 году в Алматинском архитектурно-строительном институте (ААСИ) сначала с должности старшего научного сотрудника, ассистента кафедры «Строительной механики» и затем продолжил в качестве доцента этой же кафедры. В 1983 году защитил кандидатскую, а в 1994 году — докторскую диссертацию в области технических наук в ЦНИИСК (Москва). В 1987-88, 1991, 1992 годах прошёл научную стажировку в Калифорнийском Университете в городе Беркли (США), в Университете Киото (Япония), в Дзилиньском университете (Китай).
С 1994 года заведующий кафедрой «Строительной механики», с 1997 года проректор по научно-методической работе КазГАСА. В 1998 году основал Школу при Казахко-Американском Университете при поддержке ЮНЕСКО.
С 2000 года — ректор Казахской государственной архитектурно-строительной академии, а с 2002 года — президент Казахской головной архитектурно-строительной академии (КазГАСА).
В 2007 году по инициативе Амирлана Кусаинова, на базе КазГАСА и КАУ была учреждена Международная образовательная корпорация в форме университета как единый учебно-научно-производственный комплекс, объединяющий учебные, научные, производственные и другие подразделения, имеющие статус юридического лица на базе двух вузов.
В 2009 году по инициативе ректора был создан Международный фестиваль архитектурно-строительных и дизайнерских школ Евразии, который проводится ежегодно на протяжении 10 лет. За это время конкурс проводился на базе вузов Турции, Казахстана, Кыргызстана, Италии, Кипра, Молдовы.
С 2020 года — почётный президент Казахской головной архитектурно-строительной академии.
Скончался 27 октября 2021 года в Алма-Ате, похоронен на Кенсайском кладбище.

## Трудовой путь
- 1983—1994 — старший научный сотрудник, ассистент кафедры «Строительная механика», доцент кафедры «Строительная механика» Алма-Атинского архитектурно-строительного института (ААСИ)
- 1994—1995 — заведующий кафедрой «Строительная механика»
- 1995—1997 — заместитель заведующего отделом внутренней политики Кабинета министров РК
- 1997—2000 — проректор по научно-методической работе КазГАСА
- 1997—2000 и 2006—2020 — президент Казахско-Американского университета
- 2000—2002 — президент Казахской государственной архитектурно-строительной академии
- 2002—2020 — президент, ректор Казахской головной архитектурно-строительной академии
- 2020—2021 — Почётный президент Казахской головной архитектурно-строительной академии[3]

## Награды и звания

### Государственные награды Республики Казахстан
- Медаль «10 лет независимости Республики Казахстан»
- медаль имени Ахмета Байтурсынова
- золотая медаль Союза архитекторов Казахстана
- нагрудный знак «15 лет Национальной Инженерной Академии РК»
- звание «Почётный строитель Казахстана»
- звание «Почётный работник образования РК»

### Награды зарубежных стран и международных организаций
- золотая медаль Союза архитекторов Кыргызской Республики
- диплом Европейского качества за соответствие Европейским стандартам в образовании

### Звания
- действительный член Американского общества инженеров-строителей
- академик Международной и Национальной инженерных академий[4]
- академик Международной академии наук высшей школы (МАН ВШ)
- академик Академии наук Высшей школы Казахстана (АН ВШК)
- действительный член Международной ассоциации по механике грунтов, оснований и фундаментов
- иностранный член РААСН[5].
- почётный член Национальной Академии наук РК.

## Результаты научной деятельности
Автор 140 научно-методических и общественно-политических публикаций, включая 3 монографии и 1 учебник.